# Nikola Hajdin
Nikola Hajdin   (Vrbovsko, 4 d'abril de 1923 - Belgrad, 17 de juliol de 2019) va ser un enginyer presient de l'Acadèmia Sèrbia de Ciències i Arts entre 2003 i 2015, com a membre del Departament de Ciències Tècniques.
Com a enginyer de construcció, va construir molts ponts a l'antiga Iugoslàvia, d'entre els més coneguts, el Pont del Nou Ferrocarril a Belgrad o el Pont de la Llibertat a Novi Sad. Nikola Hajdin també ha dissenyat un pont construït el 2007 a Polònia, el Pont de la Solidaritat, a Płock sobre el riu Vístula.
Hajdin és també un professor retirat de la Universitat de Belgrad, a la Facultat de Enginyeria Civil. També ofereix màsters i doctorats a la mateixa universitat. També és membre de l'Acadèmia Europea de les Ciències i les Arts.